# Wacław Waldemar Michalski

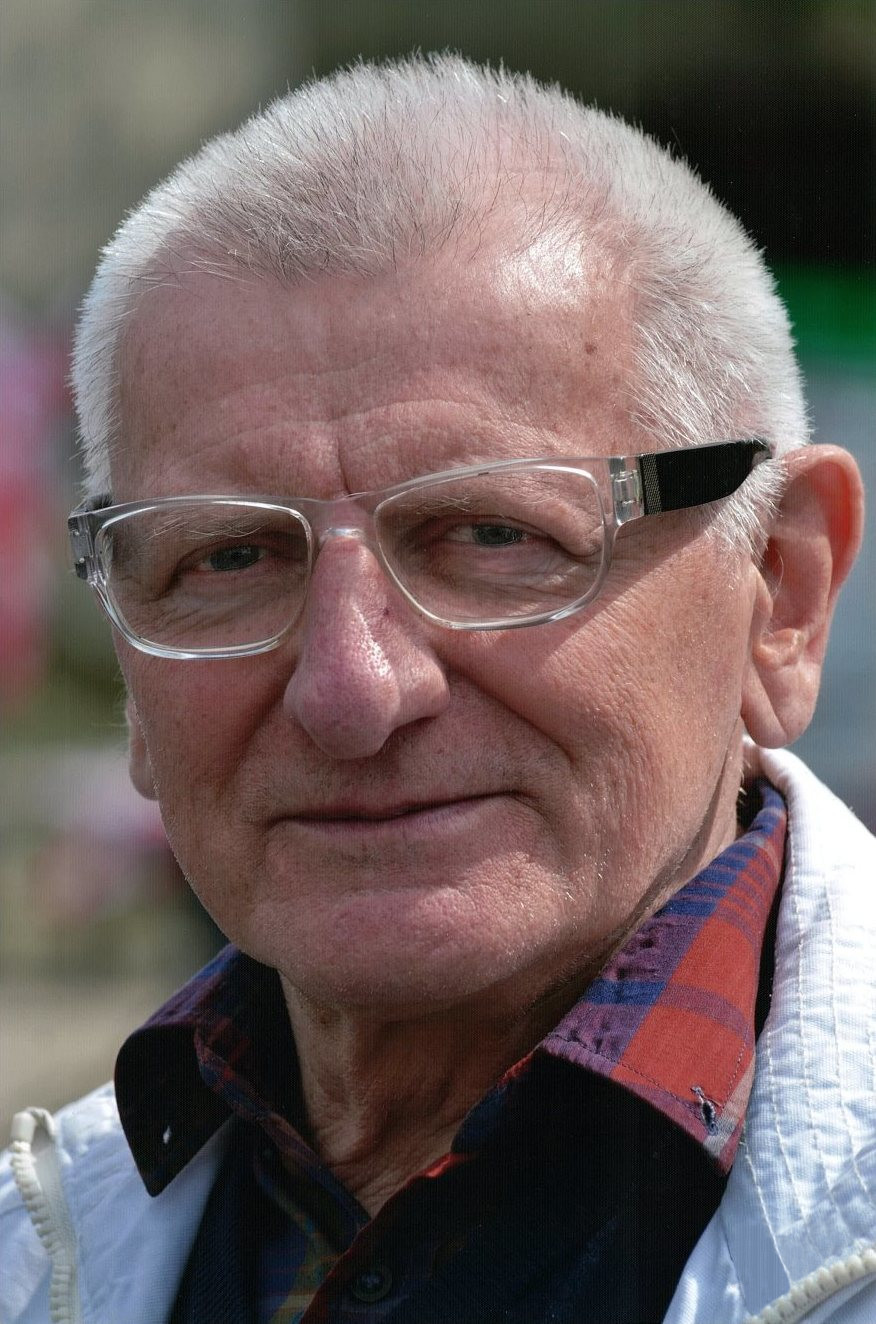
Der Lyriker und Redakteur Waldemar Michalski; Foto: Krzysztof Kuzko

Wacław Waldemar Michalski (*  27. September 1938 in Włodzimierz Wołyński) ist ein polnischer Lyriker, Bibliothekar, Herausgeber, Kurator und Literaturkritiker.

## Leben
Waldemar Michalski schloss seine Schulbildung 1956 am Liceum Ogólnokształcące im. „S. Czarnieckiego“ in Chełm ab und studierte an der Katholischen Universität Lublin polnische Philologie, das er 1963 mit dem Magister beendete. Zur gleichen Zeit wurde er Mitglied der literarischen Gruppe „Prom“, später, zusammen mit Wacław Oszajca, ebenfalls der Gruppe „Signum“.
Sein Prosadebüt war im „Tygodnik Społeczno-Kulturalny Katolików“ mit einer Reportage über Polen in Lemberg („Polacy ziemi lwowskiej“), als Lyriker 1960 im Almanach „Biuletyn Młodego Twórcy“ mit dem Gedicht „Poezja Starego Miasta“.
1962 bis 1985 war er Kurator der Universitätsbibliothek an der Katholischen Universität von Lublin, ab 1977 Dozent für Polnische Sprache und Kultur. Seit 1978 ist Michalski Mitglied und ab 1986 im Vorstand des Schriftstellerverbandes. Seit 1985 ist er Sekretär der Literaturzeitschrift „Akcent“. Seine Texte und Kritiken erschienen in zahlreichen Zeitschriften. Des Weiteren arbeitete er an über 30 Herausgaben mit Vor- oder Nachwort, Auswahl oder Redaktion, u. a. auch an der deutsch-polnischen Anthologie Lubliner Lift sowie an der polnisch-ukrainischen Jahresschrift „Dialog Dwóch Kultur“. 1995 war er mit Bogusław Wróblewski und Bohdan Zadura Initiator zur Gründung der Ost-Kulturstiftung „Akcent“ und ist dessen Sekretär. Waldemar Michalski nahm am deutsch-polnischen Lyrikfestival „wortlust“ in Lublin 1995 teil.
Waldemar Michalski publizierte auch unter den Pseudonymen W. M., Wacław Wołyński, WaM, Wami.

## Schaffen (Lyrik)
- Pejzaż rdzawy, Lublin 1973
- Ogród, Lublin 1977
- Głosy na wersety, Lublin 1979
- Pod znakiem wagi, Lublin 1987
- Będziesz jak piołun. Wybór wierszy, Lublin 1991
- Lekcja wspólnego język, wiersze,  Lublin 1999
- Tryptyk z gwiazdą. Wiersze i przekłady. Lublin 2006[5]
- Bariera timpului nu exista. Culegere de poezii, Auswahl der Gedichte und Übersetzungen ins Rumänische Alexandru G. Serban, Jasi 2012
- Z podróży na Wschód, Lyrik, Toronto 2013

## Herausgaben und Mitarbeit
- Lublin Literacki 1932–1982, Herausgabe zusammen mit Józef Zięba, 1984
- Kazimierz Andrzej Jaworski 1987–1973, Monografie, 1985
- Tradycje literackie Lubartowa i Ziemi Lubartowskiej 1543 – 1993, 1994
- Pięć wieków Poezji o Lublinie, 2002
- Słowa i twarze. Szkice literackie. Lublin 2003
- Klucze i słowa. Szkice literackie. Lublin 2011
- Kazimierz Andrzej Jaworski, der Dichter – Übersetzer – Editor, 1897–1973. Chelm 2013, Neuauflage

## Preise und Auszeichnungen (Auswahl)
- Preise der „Łódzka Wiosna Poetów“ (1969, 1971, 1976, 1977)
- Czechowicz-Literaturpreis, 1968 und 1974
- Literaturpreis des „Głos Nauczycielski“, 1989
- Hauptpreis beim J.-Łobodowski-Literaturwettbewerb, 1999
- Zasłużony Działacz Kultury, 1977
- Witold Hulewicz-Preis, 2006
- Kulturpreis der Woiwodschaft Lublin, 2007
- Spezialpreis des Kulturministers: „W uznaniu zasług dla Kultury Polskiej“, 2008
- Srebrna Odznaka Zasłużonemu dla Lublina, 1988
- Medal Wschodniej Fundacji Kultury Akcent, 1998
- Złoty Krzyż Zasługi, 1990 und 2005
- Medal Zasłużony Kulturze Gloria Artis, 2009
- Złoty Wawrzyn Literacki, 2012
- Kulturpreis der Stadt Lublin, 2012